# 自然保護団体
自然保護団体（しぜんほごだんたい）は、自然環境における野生生物の保護等、自然保護活動を目的とする団体である。近年では環境問題もあり、自然環境保護団体とも言われている。
主な活動は動植物に於ける在来種の保護、絶滅危惧種の保護、あるいは貴重な自然環境の保護などを目的とし、多くの団体がそのための啓発活動に力を入れている。
一般的には有識者を役員に置き、企業、一般個人からの資金提供を元に啓蒙活動、保護事業などへの資金提供などを行うなど補助的な役割を行うものが多い。また、地方に於いては有志により、団体を作り直接保護に当たっているものもある。国際機関としてIUCNが絶滅危惧種などの定義を公式に行っている。日本では、野鳥、海亀などの保護団体が地方で多く設立されている。
より具体的な保護策としてナショナルトラスト運動に携わる団体もある。

## 設立
公私に拘らず自然保護団体を設立できるが、実際にたとえば法人の形で設立させるには様々な手続きが必要となる。

この為、実際の自然保護団体は環境省への届出が必要となる。これに伴い、活動報告を環境省に定期的に届け、必要と有らば該当生物の保護を行うことが出来る。また、保護に関しても環境省へ届けることとなる。

## 団体の目的
個々の団体の目的は様々である。大ざっぱに見れば、2通りに分けられよう。
- 特定の生物の保護を訴える団体

特定地域の特定の生物の保護を訴える団体もあれば、全国的に特定の生物の保護を訴え、各地の小団体と連携を取る例もある。もっとも、実際には本当にその生物だけ守ることを目指す会もあれば、それを象徴的存在として看板に掲げた上で、自然保護全体に取り組むことを目指すものもある。
日本において全国的に広く行われているもののひとつが海亀の産卵地保護である。海亀は一般に広い砂浜に産卵するが、このような環境は現在非常に破壊されている。また、予想もしないところに産卵することがあり、その卵を保護する為に移動を行わなければならない。これを一般の者が行うと違反行為で検挙されるが、届出を行っている団体では問われない。但し、その際の実績や個数、産卵状況などを環境省に報告する義務を負うこととなる。
- ある範囲の自然全体の保護を訴える団体

典型的なのが「○○の自然を守る会」といった名称のものである。往々にして、ある場所の開発が企画された場合に、それに反対する団体として旗揚げされる。
なお、それら全体に被る存在として、日本自然保護協会がある。

## 自然保護団体の事例

### 全国規模
- 日本自然保護協会
- 日本野鳥の会 - 野鳥などの保護、自然保護啓蒙活動を行っている。

### 世界規模
- NGO Life Investigation Agency(LIA) - 日本国内に本部を置き、絶滅危惧種などの保護の為に世界的に活動するNGO団体。